# نینا کرالجیچ
نینا کرالجیچ (به انگلیسی: Nina Kraljić) (زاده ۴ آوریل ۱۹۹۲) خواننده اهل کرواسی است.
او در مسابقه آواز یوروویژن ۲۰۱۶ نماینده کرواسی بود .